# HD 199223
HD 199223，又名BD+03 4461，SAO 126373、HR 8010，是一颗恒星，视星等为6.05，位于銀經52.58，銀緯-24.94，其B1900.0坐标为赤經20h 50m 40.2s，赤緯+4° -24.94′ 2″。